# Hot Girl Summer
Singles de Megan Thee Stallion
Three Point Stance
(2019)
Singles par Nicki Minaj
Extravagant
(2019) Welcome To The Party (Remix)
(2019)
Singles par Ty Dolla Sign
Two Nights Part II
(2019) Hottest In The City
(2019)
Hot Girl Summer est une chanson de la rappeuse américaine Megan Thee Stallion en featuring avec le chanteur américain Ty Dolla Sign et la rappeuse trinidadienne Nicki Minaj. Le titre est sorti le 9 août 2019 sous le label 300 Entertainment.
Le plus gros succès de Megan Thee Stallion aux États-Unis à ce jour, Hot Girl Summer atteint la 11e place au Billboard Hot 100 et la 1ère place du classement Rolling Stone. Les critiques saluent la collaboration entre les deux rappeuses et le message stimulant de la chanson, Forbes nommant le titre comme l'un des hymnes féministes les plus emblématiques des années 2010.

## Génèse
Avant la sortie de la chanson, l'expression « hot girl summer » se répand de manière virale sur les réseaux sociaux et devient un mème. Dérivée des paroles du précédent single Cash Shit où la rappeuse se décrit comme « thee hot girl », l'expression se réfère à « des femmes - et des hommes - passant un bon moment, chauffant leurs amis, étant eux-mêmes et se fichant de ce que l'on peut penser d'eux » déclare Megan durant une interview pour The Root. La chanson sample le titre à succès Act Up du duo féminin de rap City Girls.
Le 28 juillet 2019, Megan publie un teaser et annonce la sortie du single le 2 août en featuring avec Ty Dolla Sign sur son compte Instagram. Le 27 juillet, Megan apparaît dans un live Instagram de Nicki Minaj durant lequel les deux rappeuses parlent de collaborer. Le 5 août, il est annoncé que Minaj apparaîtra sur la chanson, raison pour laquelle la sortie avait été repoussée au 9 août. Minaj révèle sur Twitter que la collaboration n'a failli pas avoir lieu car elle souffrait d'une extinction de voix.

## Clip vidéo

### Développement et sortie
Le clip vidéo est réalisé par Munachi Osegbu, photographe et réalisateur new-yorkais. Le 9 août, le tournage qui avait débuté à Mount Olympus dans le quartier d'Hollywood Hills à Los Angeles est écourté par la police locale, car l'équipe n'avait pas les autorisations de filmer à cet endroit. Le tournage est donc relocalisé à Chino Hills, une commune à l'est de LA.
Le lendemain de la sortie du single, les rappeuses teasent la sortie du clip depuis le lieu de tournage via un live Instagram. Le 27 août, un extrait de 16 secondes est publié sur la page Instagram de Megan. La vidéo sort officiellement le 3 septembre 2019.

### Concept
La vidéo commence avec l'humoriste Jay Cole recréant sa vidéo virale dans laquelle elle se lamente de ne pas avoir des genoux assez forts pour twerker comme Megan et passer un "hot girl summer". Elle reçoit une invitation de Megan à une fête. La vidéo adopte ensuite le thème d'une pool party où Megan est à la tête d'une foule de jeunes dansant et buvant. Ty Dolla Sign apparaît lors du premier refrain en compagnie de Megan, chacun ayant un chien sous le bras et posant devant une statue d'étalon blanc, clin d'oeil au nom de scène de Megan. Durant le premier couplet, Jay Cole arrive à la fête et se trouve relookée par les invités, portant alors une tenue de style cowgirl. Minaj apparaît lors du second couplet, les deux rappeuses twerkant et posant côte à côte dans des tenues zébrées vert fluo identiques. La vidéo est interrompue par un flash info durant lequel LaLa Anthony déclare que les femmes sont déclarées vainqueurs du "hot girl summer". Plusieurs stars font alors des caméos : Juicy J, French Montana, Rico Nasty, Ari Lennox et Summer Walker. La vidéo se termine sur des images de Minaj et Megan dansant sur des transats et se faisant un câlin.

### Accueil
Le clip connaît un certain succès à sa sortie, attirant l'attention d'un grand nombre de publications : Vogue, Fader, Billboard, Vibe, HipHopDX, EW, Essence, Vice, Konbini... La vidéo atteint la première position des tendances YouTube aux États-Unis.
Shannon Barbour de Cosmopolitan affirme que « l'attente en valait définitivement la peine ». Israel Daramola de Spin soutient que la vidéo « concrétise tout ce que la rappeuse de Houston a prêché à propos du féminisme grâce son expression (et titre de chanson) devenue virale, avec les femmes dans le clip embrassant et célébrant leurs corps ». L'amitié entre Minaj et Megan est particulièrement saluée. Jael Goldfine de Paper Magazine déclare : « Il y a plein de looks, de chorégraphie et de fête, mais le vrai bonheur de cette vidéo est de voir les deux rappeuses s'amusant comme des folles ensemble ». Kristin Corry de Vice conclut que « observer Nicki Minaj prendre sa place de vétéran du rap, accueillant une novice comme Megan est suffisant pour taire les critiques auxquelles elle a fait face l'été dernier, contestant l'idée qu'elle pourrait accueillir une nouvelle rappeuse à bras ouverts ».

## Accueil commercial
Quelques heures après sa sortie, Hot Girl Summer atteint la première place dans les classements ITunes et Apple Music aux États-Unis. Le titre devient ainsi la première collaboration de rap féminin à achever ces exploits,.
Avec 12.5 millions de streams et 119 500 exemplaires vendus au total aux États-Unis durant la première semaine après sa sortie, Hot Girl Summer débute à la première place dans le classement des 100 chansons de la semaine édité par Rolling Stone. C'est la première chanson de rap à occuper cette position. Le morceau débute et culmine à la 11e place du Billboard Hot 100 la semaine du 24 août 2019. Il s'agit du premier top 20 de Megan Thee Stallion aux États-Unis. Il reste par la suite dans le classement et retourne en 20e position le 5 octobre 2019 grâce à ses rotations à la radio. La semaine du 26 octobre 2019, Hot Girl Summer culmine en première position du classement Rhythmic Songs. C'est le premier titre de Megan à atteindre cette position, et le huitième de Minaj.

## Accueil critique
Hot Girl Summer est dans l'ensemble salué par la critique. Esquire inclut la chanson dans sa liste des meilleurs morceaux de l'été 2019. TheMusicalHype décrit le titre comme « divertissant de bout à bout », et Taman Bembelly des Inrocks affirme que Megan « donne à son expression "Hot Girl Summer" un hymne ». Brittany Spanos de Rolling Stone note les « couplets marrants, arrogants et énergétiques du duo de MCs ». Certains questionnent la présence de Ty Dolla Sign sur le titre. Michelle Kim de Pitchfork écrit : « c'est un peu agaçant de le voir sur le devant de la scène - "hot girl summer" marque le rejet du regard masculin, mais c'est pourtant Ty qui utilise le plus cette expression de Megan ». Cependant les performances de Megan et Minaj font l'unanimité : « Hot Girl Summer prouve, sans surprise, qu'avec les "hot girls" l'union fait la force », et Bianca Gracie de Billboard désigne le couplet de Minaj comme « le point culminant » de la chanson,. Chris Malone de Forbes écrit : « Megan et Minaj sont sur le devant de la scène dans le morceau, chacune complimentant le flow de l'autre et affichant une parfaite complicité. Hot Girl Summer pourrait bien être la collaboration de rap féminin la plus monumentale depuis MotorSport ». En décembre 2019, Andrea Bossi de Forbes inclut le titre dans la liste des hymnes féministes les plus emblématiques des années 2010.

## Performances
Megan interprète le titre en direct pour la première fois lors des MTV Video Music Awards 2019, où la chanson remporte le MTV Video Music Award du Best Power Anthem.

## Crédits
- Megan Thee Stallion : artiste principale[35]
- Nicki Minaj : artiste invitée[35]
- Ty Dolla Sign : artiste invité[35]
- Bone Collector : producteur[35]
- Juicy J : producteur[35]

## Classements mondiaux

### Classements hebdomadaires
| Classement (2019)                   | Meilleure position |
| ----------------------------------- | ------------------ |
| Australie (ARIA)                    | 64                 |
| Canada (Hot 100)                    | 38                 |
| Écosse (OCC)                        | 54                 |
| États-Unis (Hot 100)                | 11                 |
| États-Unis (R&B/Hip-Hop Songs)      | 7                  |
| États-Unis (Rap Airplay)            | 1                  |
| États-Unis (Rap Digital Song Sales) | 2                  |
| États-Unis (Rap Streaming Songs)    | 3                  |
| États-Unis (Rhythmic)               | 1                  |
| États-Unis (Rolling Stone 100)      | 1                  |
| Finlande (Digital Song Sales)       | 5                  |
| Hongrie (Top 40 Singles Mahasz)     | 16                 |
| Irlande (IRMA)                      | 51                 |
| Lituanie (AGATA)                    | 41                 |
| Nouvelle-Zélande (RMNZ)             | 2                  |
| Royaume-Uni (UK Singles Chart)      | 40                 |
| Royaume-Uni (UK R&B Singles Chart)  | 25                 |
| Slovaquie (IFPI Rádio)              | 85                 |

### Classements de fin d'année
| Classement (2019)                | Meilleure position |
| -------------------------------- | ------------------ |
| États-Unis (Hot 100)             | 93                 |
| États-Unis (R&B/Hip-Hop Songs)   | 42                 |
| États-Unis (R&B/Hip-Hop Airplay) | 39                 |
| États-Unis (Rhythmic)            | 34                 |

## Récompenses et nominations
| Cérémonie              | Année | Nomination        | Résultat |
| ---------------------- | ----- | ----------------- | -------- |
| MTV Video Music Awards | 2019  | Best Power Anthem | Lauréat  |

## Certifications
| Pays       | Certification | Ventes    |
| ---------- | ------------- | --------- |
| États-Unis | Platine       | 1 000 000 |